# Baufeuchte
Als Baufeuchte bezeichnet man die durch den Bauprozess in ein Bauwerk eingebrachte freie Feuchtigkeit (also nicht chemisch gebundene Feuchtigkeit oder Kristallwasser) in flüssiger Form oder als Wasserdampf. Dazu zählen an Phasengrenzflächen angelagertes Adsorptionswasser, an der Oberfläche von polaren Makromolekülen anhaftendes Adhäsionswasser, in Kapillaren, Rissen und Poren vorrätiges Kapillarwasser und an Fehlstellen durchgelassenes Tropfwasser.

## Ursachen
Feuchtigkeit im Bauwerk entsteht vor allem durch die zwangsläufig nasse Verarbeitung von Baustoffen wie Beton, Putz, Mörtel, Estriche und Farbe. Die Baustoffe können aber auch schon von Anfang an durch mangelhafte Lagerung oder Transport zu viel Feuchtigkeit enthalten. Während oder nach der Bauphase kann bei schlechtem Schutz des Rohbaus auch Feuchtigkeit in Form von Regen oder Schnee in das Bauwerk eindringen. In einem frisch fertiggestellten Gebäude befinden sich circa 90 Liter Wasser pro Quadratmeter Wohnfläche.
Im Gegensatz zur Baufeuchte steht die erst später durch die Nutzung des Gebäudes entstehende Wohnfeuchte. Diese wird durch Zimmerpflanzen und Aquarien aber auch  durch Wasserdampf verursacht, welcher zum Beispiel beim Kochen, Spülen, Waschen, Duschen oder Trocknen entsteht.

### Arten des Feuchtigkeiteintritts
- Feuchte Baustoffe: Feuchtigkeit wird fast immer zur Herstellung von Baustoffen in Form von Wasser genutzt und ist bis zu einem bestimmten Punkt normal. Jeder Baustoff muss einen Mindestanteil an Feuchtigkeit haben um nicht zu zerfallen. Bei zu wenig Feuchtigkeit zerbröselt er, bei zu viel Feuchtigkeit löst er sich auf. Man spricht bei dieser Feuchtigkeit von der Ausgleichsfeuchtemenge.[4]

- Diffusion: Diffusion findet aufgrund von Druckdifferenzen oder auch Konzentrationsgefällen statt. Bei großem Unterschied der Gaskonzentration zwischen Innen und Außen findet der Gasaustausch, oder hier Feuchtigkeitsaustausch beziehungsweise Wasserdampftransport, durch die Bauteile hindurch statt.[5] Temperatur, Luftdruck und relative Luftfeuchte beeinflussen die Geschwindigkeit der Diffusion und damit die Mengen des diffundierenden Dampfes.[6] Diffusion ist der einzige Feuchtigkeitseintritt, welcher unvermeidbar ist. Er ist somit vorhersehbar, kann aber mit Hilfe einer Dampfsperre behindert werden.

- Flankendiffusion: Bei der Flankendiffusion dringt Feuchtigkeit über ein nicht isoliertes angrenzendes Bauteil wie zum Beispiel Garagen, angrenzende Mauern oder Vordächer in die Isolierung des isolierten Bauteils ein.[7]

- Konvektion: Durch Undichtigkeiten im Bauteil können Luftströmungen, so genannte Konvektion entstehen. Wenn durch die Konvektion warme Innenluft in ein Außen liegendes Bauteil eintritt, kann durch die Abkühlung der Luft im kalten Bauteil Kondenswasser entstehen.[8]

Die verschiedenen Arten des Feuchtigkeitseintritts
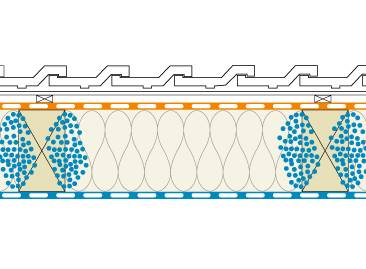
Feuchte Baustoffe: Feuchtigkeit aus Baustoffen.
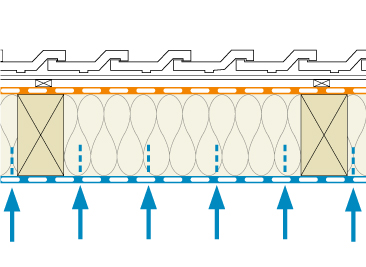
Diffusion: Feuchtigkeit diffundiert in den Baustoff.
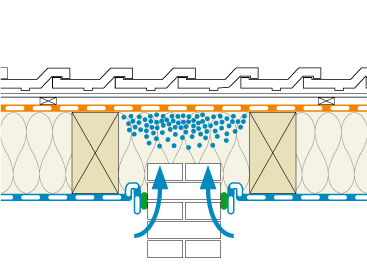
Flankendiffusion: Feuchtigkeit diffundiert durch nicht isoliertes Bauteil.
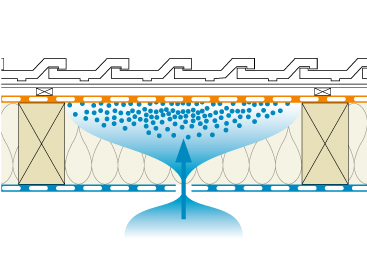
Konvektion: Feuchtigkeit tritt durch fehlerhafte Stelle ein.

## Bestimmung des Feuchtegehalts

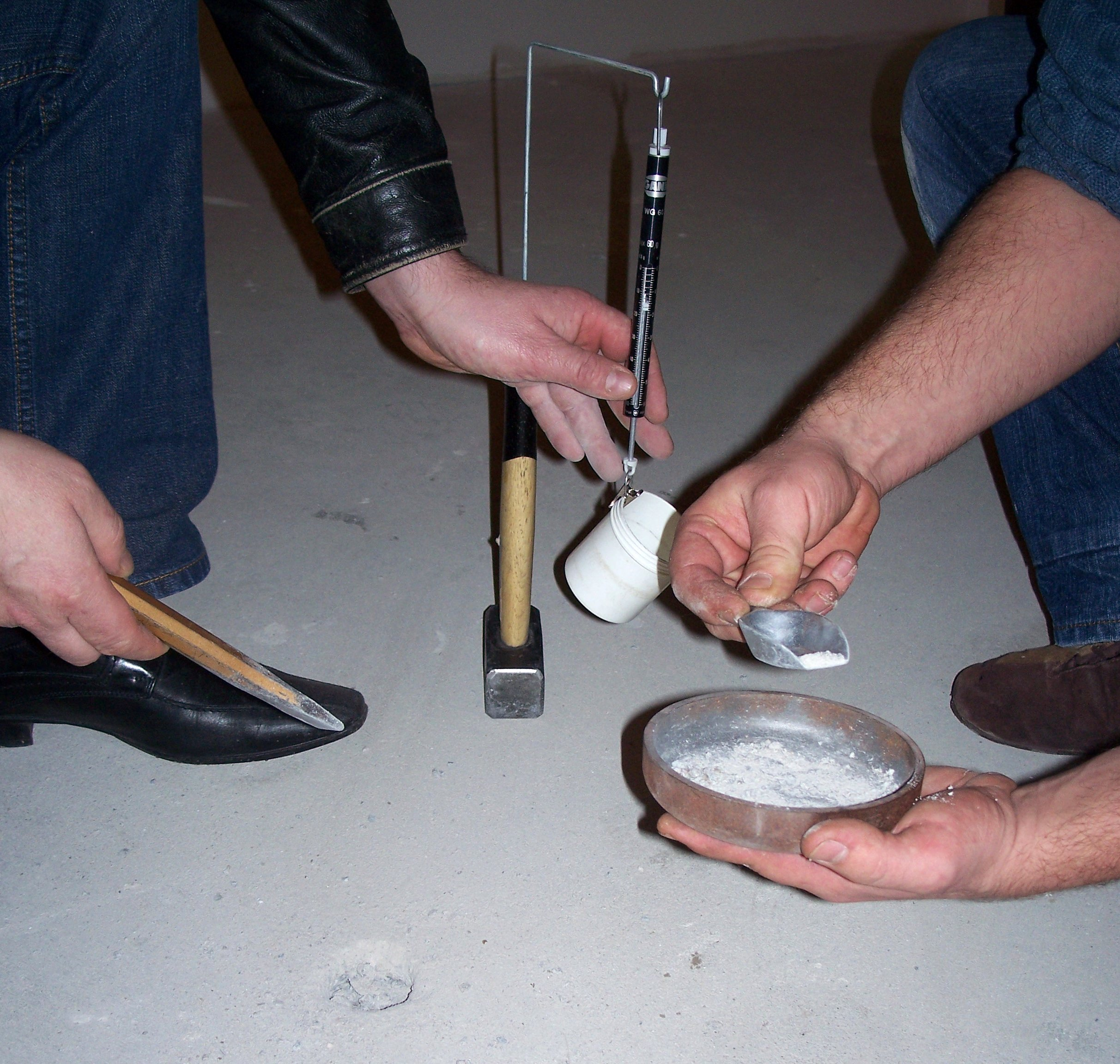
Vorbereiten einer Estrichprobe für das CM-Verfahren.

Die Feuchtigkeit von Baustoffen kann heutzutage auf mehrere Arten bestimmt werden. Dabei unterscheidet man zwischen zerstörender (auch direkte) und zerstörungsfreier (auch indirekte) Methode. Bei der zerstörenden Methode müssen Proben in einem bestimmten Umfang aus einer bestimmten Tiefe entnommen werden, wobei bei der zerstörungsfreien Sensoren aufgelegt beziehungsweise mit minimaler Beschädigung eingeführt werden.

### Zerstörende (direkte) Methoden
- Calciumcarbid-Verfahren: Bei der Calciumkarbid-Methode (auch CM-Messung) wird eine Probe entnommen, zerkleinert, abgewogen und mit einigen Stahlkugeln und einem Glasbehälter mit Calciumcarbid in ein Druckgefäß gefüllt und dieses mit einem Verschluss mit Manometer verschlossen. Durch Schütteln des Gefäßes wird der Glasbehälter zerstört. Das Calciumcarbid reagiert mit dem Wasser und bildet Acetylengas, dessen Druck man am Manometer ablesen kann. Dieser Druck steht in direktem Zusammenhang mit dem für die Reaktion zur Verfügung stehenden Wasser.

- Gravimetrische Methode: Für die Gravimetrische Methode (auch Darr-Methode) wird in einer Tiefe von zwei bis vier Zentimeter eine Probe aus dem Mauerwerk entnommen und deren Gewicht gemessen. Diese Probe wird danach in einen Trockenschrank gegeben und je nach Materialart bei einer dafür zugelassenen Temperatur getrocknet bis sich keine Gewichtsveränderung mehr feststellen lässt. Das Gewicht der getrockneten Probe wird erneut gewogen. Aus der Differenz der beiden Werte wird der Feuchtegehalt ermittelt.[9]

### Zerstörungsfreie (indirekte) Methoden

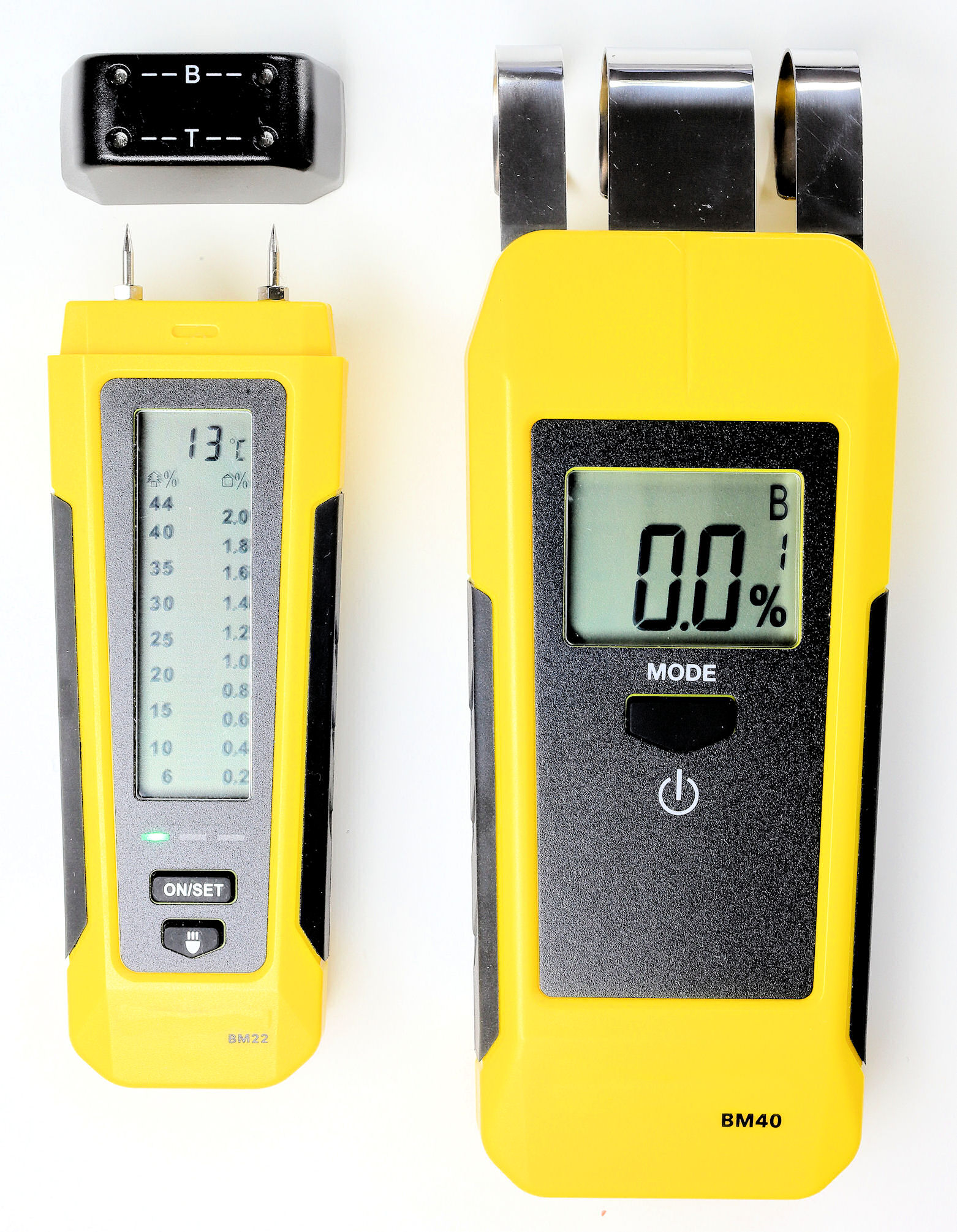
Handelsübliche Geräte zur Leitfähigkeitsmessung (links) und Streufeldmethode (rechts)

- Ausgleichsfeuchte-Verfahren: Anders als bei den folgenden Methoden wird bei der Ausgleichsfeuchtemessung (auch Gleichgewichtsfeuchte-Verfahren) die Feuchte nicht direkt am Material, sondern indirekt über die Luftfeuchte gemessen. Dabei wird die Feuchte gemessen, die sich bei Kontakt mit dem Bauteil einstellt.[10]

- Infrarotabsorption/ -reflexion: Bei dieser Methode wird die Beeinflussung der Reflexion des Infrarotstrahles durch die Absorption des enthaltenen Wassers erfasst.[11]

- Leitfähigkeits-Verfahren: Dieses Verfahren ermittelt die Leitfähigkeit eines Materials auf Grund seines Wassergehaltes. Dazu werden Messelektroden in den Baustoff gestochen.

- Streufeld-Verfahren: Bei dieser Methode wird eine Elektrode mit Spule auf das Material aufgesetzt. Daraufhin wird eine Wechsel-Niederspannung angelegt, welche ein elektrisches Feld erzeugt. Hier wird dielektrische Leitfähigkeit von Wasser genutzt und mit Hilfe des Feldes ermittelt.[10]

- Mikrowellen-Verfahren: Diese Methode ähnelt dem Steufeld-Verfahren. Jedoch werden andere Frequenzen dabei verwendet. Hier wird auch der Unterschied zwischen gesendeten und empfangenen Wellen gemessen und die dielektrische Leitfähigkeit von Wasser genutzt und mit Hilfe der Mikrowellen ermittelt.[10]

- Zeitbereichsreflektometrie: Bei der Methode werden Sensoren in Form von Stäben in das Material eingeführt. Die Sensoren erzeugen elektromagnetische Wellen. Mittels der Reflexionen der elektromagnetischen Wellen lässt sich die Ausbreitungsgeschwindigkeit und damit auch der Feuchtegehalt des Materials bestimmen.[12]

- Neutronensonde: Die Neutronensonde (auch Troxlersonde) sendet Neutronen aus, welche durch Wasserstoffatome abgebremst werden. Die Feuchte lässt sich durch den Grad der Abbremsung ermitteln.[13]

## Folgen der Feuchtigkeit

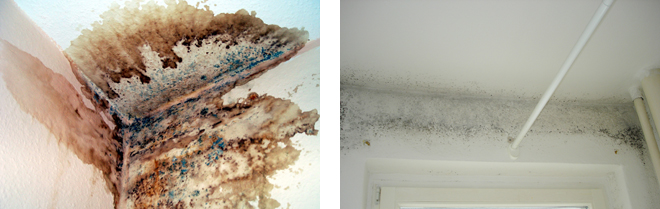
Links Wasserflecken nach einem Wasserschaden, rechts oberflächlicher Schimmel durch kondensierende Luftfeuchtigkeit

Durch zu hohe Feuchtigkeit können zahlreiche Bauschäden auftreten, welche gefährlich für das Gebäude, aber auch die Gesundheit der Bewohner werden können.
Problematisch bei feuchten Bauteilen ist die sich daraus ergebende Gefahr der Bildung von Schimmelpilz und einer erhöhten bakteriellen Belastung. Dadurch können Allergien, Infektionserkrankungen und Vergiftungen hervorgerufen werden. Diesen kann man durch schnelles Trocknen entgegenwirken oder zumindest reduzieren. Zellulosehaltige Baustoffe wie Tapeten und Trockenbauplatten oder auch Teppiche sind bei entsprechendem Feuchtegehalt ideale Nährböden.
Generell entstehen Bauschäden und Schimmel, wenn die Feuchtigkeitsbelastung höher als das Trocknungsvermögen der Baukonstruktion ist.
Auf die Stabilität und Baustatik des Gebäudes kann Feuchtigkeit verheerend wirken, da sie mineralische und organische Baustoffe wie zum Beispiel Mauerwerk oder Holzbalken mit der Zeit chemisch und physikalisch zersetzt. Außerdem kann die metallische Bewehrung beschädigt oder ganz zerstört werden. Die Feuchtigkeit kann auch im Winter zu Frostschäden in Form von beschädigten Leitungen oder Putz führen. Stark durchfeuchtetes Mauerwerk führt im Regelfall zu Salzausblühungen, welche Putz und Mörtel spröde werden lassen.
Durch die Feuchtigkeit kann sich auch ein Gebäudepilz wie der echte Hausschwamm ansiedeln. Dieser Pilz kann Holzkonstruktionen und Mauerwerk zerstören.

## Reduzierung der Feuchtigkeit
Schon während der Bauphase sollte der Rohbau rechtzeitig und ausreichend vor Feuchtigkeit wie zum Beispiel Regen, Schnee und Grundwasser geschützt werden. Dabei sollten vor allem die Rohbetondecke, unverputzte Wände und Mauerkronen mit Folie abgedeckt werden.

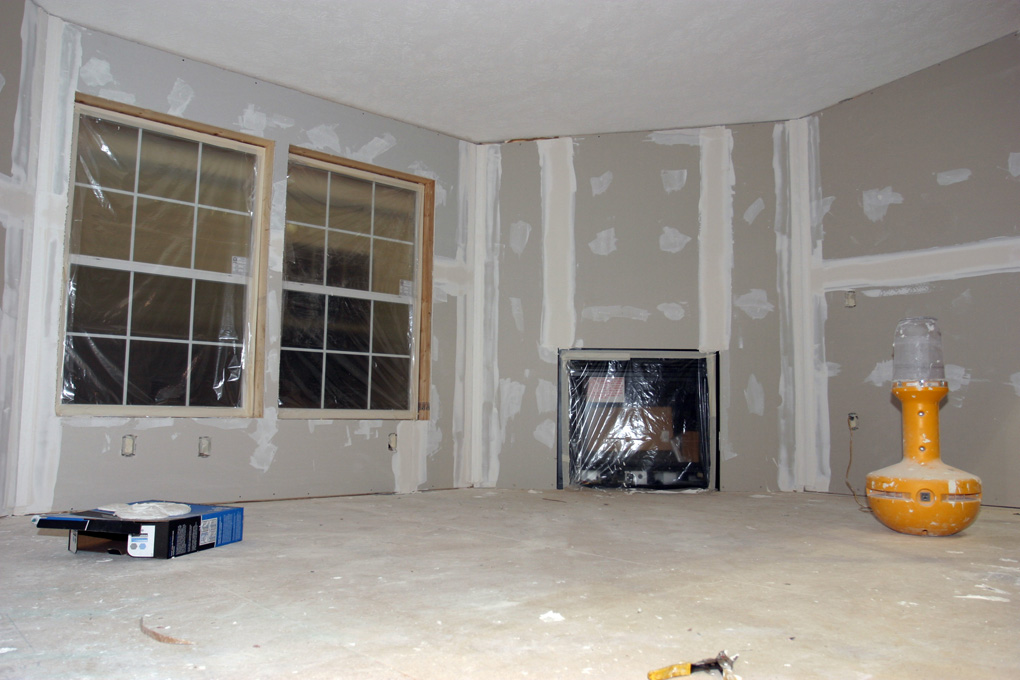
Trockenbau als feuchtigkeitsarme Alternative zum Verputzen von Wänden und Decken

Nach der nassen Verarbeitung der Baustoffe sollten diese vor einer weiteren Bearbeitung außerdem ausreichend trocknen. Sonst kann es dazu kommen, dass die vorhandene Feuchtigkeit eingeschlossen wird. Dabei muss beachtet werden, dass bei der Trocknung der feuchten Baustoffe die Feuchtigkeit an die Raumluft abgegeben wird. Sanierte Gebäude und Neubauten müssen somit trocken geheizt werden. Üblicherweise ist die Feuchtigkeit nach etwa zwei Heizperioden weitgehend aus der Bausubstanz ausgetrocknet. Durch das sogenannte „Trockenwohnen“ verbraucht man in den ersten beiden Wintern sehr viel mehr Heizenergie als in folgenden vergleichbaren Jahren. Während und nach der Bauzeit können auch Bautrockner oder Luftentfeuchter zur Reduzierung der Feuchtigkeit verwendet werden, welche mittels Kondensationstrocknung funktionieren.
Im Winter kann verfrühtes Heizen von nicht isolierten kalten Bauteilen bei feucht-warmer Raumluft jedoch auch dafür sorgen, dass diese Feuchtigkeit aufnehmen. Dies passiert, wenn die Temperatur der feucht-warmen Raumluft ihren Taupunkt unterschreitet.
Die Wahl der Bauart wie zum Beispiel mit Fertigbauteilen oder Trockenbau kann Feuchtigkeit reduzieren oder vermeiden. Auch können feuchtigkeitsarme Baustoffe wie zum Beispiel Trockenestrich, Holz oder Bitumen verwendet werden.